# Viverna

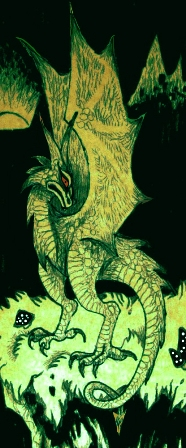
Rappresentazione moderna di una viverna

La viverna è una creatura leggendaria rappresentata come un rettile alato bipede, simile al drago della tradizione europea, dal quale differisce per la presenza delle sole due zampe posteriori e per la coda di serpente uncinata.
A partire dalla seconda metà del '900, la viverna acquista nell'ambientazione fantasy-medievale una sua peculiare identità, affrancandosi quindi dalla generica figura del drago. Nell'immaginario di quel panorama solitamente sputa veleno anziché fuoco, ma vi sono numerose eccezioni, ed è solitamente di dimensioni abbastanza contenute, che si aggirano tra i 9 e i 15 metri di lunghezza. Caratteristica peculiare è la presenza di una cuspide o un pungiglione all'estremità della coda, capace (in alcuni rami delle leggende) di iniettare veleno mortale o paralizzante.
Tradizionalmente, hanno intelligenza e comportamento simili a quelli dei gatti: durante il rinascimento erano considerati il tipo di creatura più utile per la stregoneria, per la loro affinità con gli incantesimi.
Draghi con i tipici tratti della viverna sono presenti anche nella mitologia africana, dove sono considerati presagio di sventura, si crede tradizionalmente che si nutrano di elefanti, rinoceronti, ippopotami o occasionalmente di gruppi nomadi umani.

## Etimologia
Il termine non è presente sui comuni dizionari di italiano ed è un probabile adattamento dell'anglosassone wyvern. La parola inglese, che risale al XVII secolo, deriva a sua volta dal precedente wyver/wivre, il quale proviene dalla lingua francese antica guivre, che si rifà al latino vīpera.

## Araldica

La figura araldica della Viverna

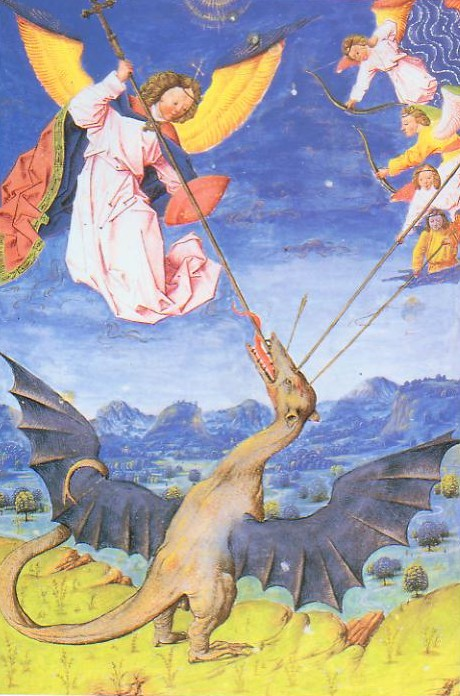
San Michele e un angelo mentre combattono contro una Viverna, tratto da Liber Floridus (1448)

Nell'araldica la viverna può essere rappresentata in modo simile ad una coccatrice o a un basilisco, e può assumere diversi significati. Può rappresentare la peste, la conquista o simili concetti, o indicare lo status della casata o del nobile.
Solitamente è rappresentata sollevata da terra e con le ali aperte. In tale ambito, una creatura alata stava a indicare una casata in ascesa o un nuovo nobiliato (contrapposto alle creature terrestri come leoni e orsi che indicavano un potere già saldo). La viverna era pertanto simbolo di sovvertimento politico, preferito dalle casate che avevano ottenuto potere o terre grazie ad azioni belliche o concessioni di Sovrani.
Diversi casati, città o stemmi hanno attinto all'iconografia della viverna. Due viverne verdi ad esempio sostengono in alcune raffigurazioni lo Stemma dei Braganza, la Casa reale portoghese, tanto che la viverna è anche uno dei simboli minori del Portogallo. Il drago coi tipici tratti della viverna è anche il simbolo della città di Terni, dov'è raffigurata all'interno dello stemma comunale, nonché in quello ufficiale della squadra calcistica della Ternana. La popolazione ternana identifica l'animale col nome di "Drago Thyrus". 
Una Viverna dorata dipinta sulla bandiera del Wessex è presente nello storico arazzo di Bayeux.
In alcune raffigurazioni araldiche e in alcuni stemmi, la Viverna è rappresentata mentre brandisce un Giglio. Questa variante, definita cristiana, indica la conversione delle forze naturali a Dio. Ovvero, la simbologia negativa della figura mitologica è ricondotta “in Bonum” attraverso l’incontro con la Fede. Il giglio simboleggia infatti purezza, lealtà, castità, ma è precipuo simbolo araldico anche della Vergine Maria e di San Giuseppe. In conseguenza le viverne con giglio, presenti nello stemmario, significavano una famiglia ligia alla Chiesa, con una spiccata devozione alla Madonna e a San Giuseppe.

## Influenze culturali

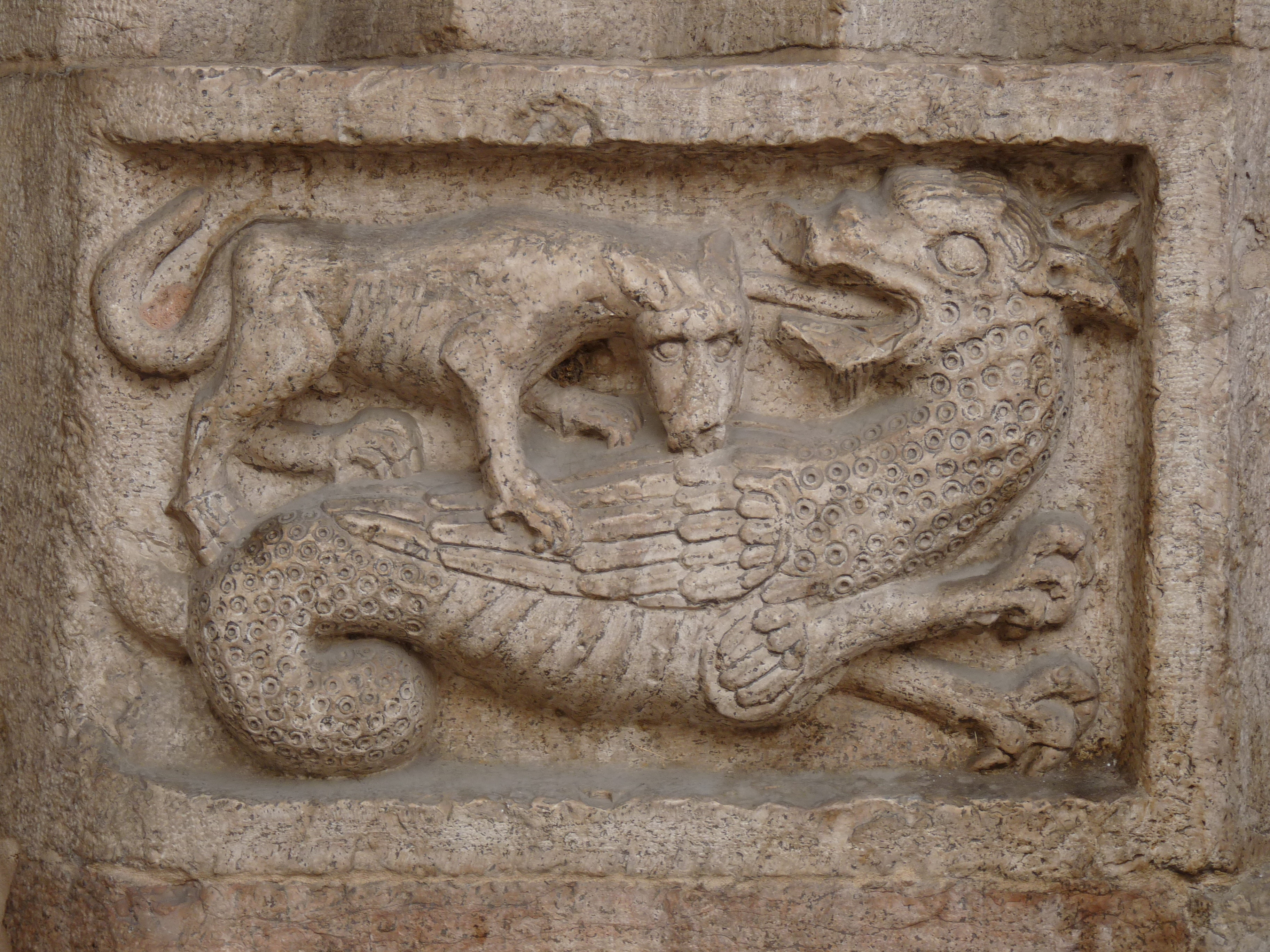
Rilievo sulla cattedrale di San Vigilio a Trento

Le viverne sono giunte ai giorni nostri grazie alle influenze dell'immaginifico rinascimentale e scandinavo, in particolare sul genere fantasy. La loro rappresentazione non è uniforme: in alcune opere hanno quattro zampe invece che due, in altre (come nel gioco Dungeons & Dragons) sono dotate di una coda velenosa. Anche il semplice colore delle scaglie - in alcuni casi marrone, in altri verdi - è motivo di differenza fra le varie ambientazioni di libri, videogiochi e giochi di ruolo. Una viverna è protagonista del film del 2009 Il demone dei ghiacci (Wyvern). Le viverne sono le antagoniste della saga letteraria La ragazza drago.